# Flos duellatorum in armis, sine armis, equester et pedester
Il Flos duellatorum o Fior di battaglia è un manuale di lotta e scherma scritto a Ferrara, nel 1409-10, da Fiore dei Liberi da Premariacco. Il testo del Flos ci è stato tramandato in tre testimoni: due di essi appartengono alle collezioni Getty e Morgan. Il terzo, appartenuto alla collezione Pisani-Dossi, è andato perduto agli inizi del XX secolo, sebbene se ne disponga ancora una riproduzione in facsimile.

## L'opera e la situazione redazionale
Anche se ci si riferisce al Flos duellatorum come a un unico manuale, occorre notare che la lingua utilizzata nei tre codici presenta notevoli difformità anche se appare comunque riconducibile a una koinè quattrocentesca di base veneta. L'opera si presenta in realtà sotto due vesti molto diverse: ossia una redazione poetica (o comunque in versi), rappresentata dal manoscritto della collezione Pisani-Dossi, e una redazione in prosa, rappresentata dai manoscritti conservati rispettivamente nelle collezioni dei musei Getty e Morgan.
Alla luce delle attuali conoscenze è impossibile stabilire gli effettivi rapporti tra le due redazioni e ogni ipotesi pare pienamente accettabile. Il fatto poi che i tre testimoni risalgano tutti all'inizio del XV secolo non aiuta a stabilire la precedenza cronologica di uno sugli altri.

## Ipotesi redazionali

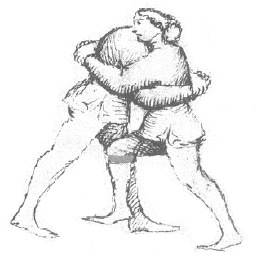
Illustrazione di una presa con le braccia dal Flos duellatorum (facsimile Pisani-Dossi)

Si potrà così essere autorizzati a ipotizzare che la redazione poetica, più solenne ed elegante, sia stata eseguita per Niccolò III d'Este. A essa avrebbe fatto seguito una seconda redazione in prosa, più tecnica e meno curata stilisticamente, coerentemente con la destinazione didattica nelle scuole di scherma.
Nulla vieta però di pensare che la redazione in prosa fosse stata eseguita da Fiore per uso pratico e che poi sia servita da modello per una più solenne redazione in poesia da presentare anch'essa alla corte, sebbene le ultime tesi prediligano anteporre il Getty (conosciuto anche come Fior di Battaglia) e il Morgan al Pisani-Dossi.
Più ardita ma anch'essa accettabile è infine una terza ipotesi. Secondo questa la redazione poetica sarebbe da attribuire a Fiore, mentre la redazione in prosa sarebbe un approfondimento tecnico della materia eseguito da un allievo di Fiore stesso (con o senza la supervisione del maestro) oppure ricavato da un autore anonimo celatosi sotto il nome del grande maestro friulano.
Vero è che il Flos si presenta nella duplice forma poetico-prosastica, ma il suo contenuto e i suoi caratteri generali fanno di esso un'opera unitaria nella sostanza: entrambe le redazioni si presentano infatti come una serie di glosse a illustrazioni di figure umane che mostrano tecniche di lotta o di armi, precedute, nell'incipit, da un prologo generale che presenta l'autore, la materia e il contenuto del manuale.
Entrambe le redazioni si definiscono poi come opere di committenza, presentando nel prologo una dedica a Niccolò III: questo fa del Flos un'opera che, nata esplicitamente per la corte e contrassegnata dunque da quei caratteri, ha poi avuto diffusione e successo anche al di fuori delle mura del palazzo.

## L'iconografia

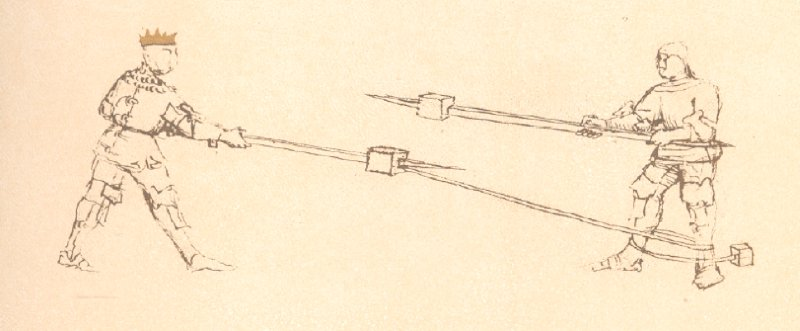
Illustrazione dal manoscritto del Flos duellatorum (facsimile Pisani-Dossi) (fol. 17A)

Come già anticipato, quello che caratterizza l'opera è lo stretto legame tra testo e immagine: le glosse sarebbero assai ardue da interpretare senza l'ausilio delle immagini e, al contempo, le illustrazioni, nella loro staticità, non potrebbero rendere conto dello svolgimento dell'azione senza un'adeguata glossa.
È quasi certo che le illustrazioni e il testo non possono essere opera del vecchio spadaccino, che deve essersi necessariamente servito di un copista e di un artista di professione. L'alta qualità delle illustrazioni è strettamente in connessione con la questione della committenza dell'opera: senza un finanziamento della corte sarebbe stato impensabile, per uno spadaccino, accollarsi l'onere e le spese necessarie per assoldare un artista di professione cui affidare l'illustrazione del testo.
Lo studio delle illustrazioni (per cui si può ipotizzare la mano di uno scolaro dell'Altichiero) meriterebbe tuttavia un approfondimento ben maggiore.

## Analisi dei testimoni manoscritti
Esaurita la discussione sui caratteri generali del Flos, si illustreranno di seguito i tre testimoni che lo tramandano. Come accennato non è possibile, al momento, stabilire i rapporti reciproci tra di essi. Appare però molto improbabile che, tra i testimoni, si celi un originale ed è molto più veritiera l'ipotesi che l'originale fosse rappresentato dal ms. estense andato perduto e contrassegnato con il n. 84 nell'inventario estense del 1436.

### Il manoscritto della collezione Pisani Dossi
Il manoscritto della collezione Pisani Dossi contiene, come detto, la redazione Flos in versione poetica.
Il codice sembrerebbe essere scomparso negli anni dieci del XX secolo, dopo la pubblicazione nell'edizione del 1902 del Novati che però, fortunatamente, riproduce le carte del codice in facsimile.
Non essendo possibile risalire ad altra fonte per la descrizione fisica del manoscritto, bisogna attenersi alle pochissime informazioni che ne dà il Novati stesso.
Egli afferma, senza mostrare dubbio alcuno, che il codice fu eseguito a Ferrara e che fosse da datare proprio al 1410. Si può solo aggiungere che la scrittura, una bastarda italiana, appartiene a mano diversa da quella degli altri due testimoni e che anche le illustrazioni presentano qualche differenza stilistica. Il manuale reca, all'inizio, un prologo in latino, a cui fa seguito un prologo in volgare. Entrambi sono in doppia versione, sia in prosa che in versi. Le glosse che commentano illustrazioni sottostanti, sono distici (o coppie di distici) generalmente rimati.
Per quanto riguarda la storia del codice, esso appartenne al cinquecentesco capitano Schier de' Prevosti da Valbregaglia; nel 1663 passò poi, per ragioni di eredità, nella biblioteca della famiglia Sacchi da Bucinigo e, da una data che Novati non precisa, si trovò nella collezione poi appartenuta a Carlo Alberto Pisani Dossi (1849-1910). Nel 1954 il figlio di Carlo Dossi, Franco, precisa nella prefazione della sua opera Libero tra boschi e prati che il manoscritto era in suo possesso e si trovava ancora "custodito presso la banca X" di cui tuttavia non dà altre informazioni.

### Il manoscritto della collezione Getty
Il manoscritto della collezione Ludwig del Getty Museum, a Los Angeles, (ms. Ludwig XV.13, Ferrara o Venezia inizio sec. XV, 280x205, specchio di scrittura 205x164, 47cc.) risulta scritto in bastarda italiana in due colonne ed è privo di rigatura; il frontespizio è illustrato e sono presenti anche due capolettera ornamentali; contiene circa 300 illustrazioni a penna con dettagli in oro.
Il codice appartenne alla collezione di Marcello di Santa Marina (XVII sec., Venezia); passò poi, nel 1699 ca., nella collezione veneziana di Apostolo Zeno (1668-1750); dal 1825 appartenne a Luigi Celotti (1789-1846); nel 1886 fu acquistato dall'inglese Thomas Phillipps (1792-1872) dopodiché passò nella collezione dei coniugi tedeschi Peter e Irene Ludwig (Aquisgrana, Germania), rilevata nel 1983 dal Getty Museum.

### Il manoscritto della collezione Morgan
Il manoscritto della collezione Morgan, New York, Pierpont Morgan Library, M.383, membranaceo, Venezia, inizio sec. XV, 277x195, I + 19 cc., è cartulato con numeri arabi da 1 a 19 apposti sul margine superiore destro del recto di ogni carta; tuttavia il ms. occupava in origine le cc. 241-260 di una raccolta di trattatelli e opuscoli, cosicché la numerazione corrente deve essere stata apposta in un secondo momento.
Il testo risulta scritto in bastarda italiana ed è corredato da illustrazioni a penna. La c. 1r presenta un'ornamentazione consistente in una cornice rettangolare attorno al testo recante ai lati disegni di armi; il capolettera è una F maiuscola calligrafica di motivo vegetale.
Il ms. reca, a partire dalla c. 2v, illustrazioni su ogni pagina, per un totale di 124 figure. Ogni pagina ospita da un minimo di una a un massimo di quattro illustrazioni. Come anticipato, le illustrazioni sono realizzate a penna, con tratti in oro (corone e bende) e/o in argento (spade e lance). Con ogni probabilità è possibile ricondurre i disegni a due diversi autori veneziani o veronesi della scuola dell'Altichiero.
I disegni rappresentano tecniche d'armi mediante figure umane armate, isolate o accoppiate, a piedi o a cavallo; in due casi sono affiancate tre figure umane a piedi; in un'unica illustrazione sono rappresentate due figure umane che combattono in armatura.
Fatta eccezione per il prologo (cc. 1r-2r) il testo si presenta come una serie di glosse alle illustrazioni: ogni glossa commenta la figura sottostante e, di norma, a ogni illustrazione o coppia di illustrazioni corrisponde una sola glossa. In alcuni casi (si prendano, ad esempio, le cc. 12v e 14v) è evidente come le illustrazioni siano state realizzate o abbozzate prima del testo, come è possibile evincere dal fatto che la scrittura incornicia alcuni elementi sporgenti dell'immagine.
Ogni sezione di tecniche d'armi è aperta dall'illustrazione di un magistro isolato (rappresentato da una figura umana armata e recante una corona dorata sul capo); generalmente il magistro è seguito dai magistri remedy (identici nell'iconografia) che mostrano le tecniche contro altre figure umane denominate zugadori (prive di corona e segni di riconoscimento); le varianti delle tecniche sono illustrate dagli scolari (figure umane senza corona contrassegnate da una fascia dorata sotto il ginocchio); le contro-tecniche sono mostrate dai contrari (rappresentati con una corona dorata sul capo e una benda dorata sotto il ginocchio).
Il codice apparteneva a una miscellanea manoscritta dello storico friulano Bernardo Maria De Rubeis (1687-1775); passò poi nella collezione del senatore veneziano Jacopo Soranzo (1686-1750) dove recava la segnatura MCCLXI, e, a partire dal 1780, si trovò nella collezione dell'abate veneziano Matteo Luigi Canonici, acquistata nell'1836 dal reverendo londinese Walter Sneyd; nel 1862 il codice venne esposto al South Kensington Museum; nel 1903 fu venduto ad un certo Ellis (del quale Novati e altre fonti non riportano ulteriori notizie); nel 1908 passò nel possesso di Tammaro De Marinis; nel 1909 fu acquistato da John Pierpont Morgan.

## Il contenuto dell'Opera
Il Flos Duellatorum si distingue per affrontare una ampia varietà di tipologie di combattimento, presenta infatti tecniche: a mani nude (abraçare); con la daga; con la spada; con daga e bastone; con la lancia (appiedato); con la spada in armatura; con la ascia da guerra in armatura; a cavallo con lancia; a cavallo con spada; corpo a corpo a cavallo; appiedato con lancia contro armati a cavallo; daga contro spada.
Nell'ambito attuale della pratica delle Arti Marziali Storiche Europee (HEMA - Scherma tradizionale), i manuali del Flos Duellatorum sono un punto di riferimento di fondamentale importanza, per i praticanti di ogni parte del mondo.